# Syndicat interdépartemental pour l'assainissement de l'agglomération parisienne
Ne doit pas être confondu avec SSIAP.
Le SIAAP (Syndicat interdépartemental pour l’assainissement de l’agglomération parisienne) est un établissement public à caractère administratif (EPA) réalisant le service public de dépollution des eaux usées pour près de 9 millions de Franciliens, des eaux pluviales et des eaux polluées par les industries d'Ile de France, afin de rendre à la Seine et à la Marne une eau permettant un développement du milieu naturel.
Le SIAAP, avec ses 1 800 agents, dépollue en partie près de 2,5 millions de m³ d’eau, transportés par 440 km d’émissaires et traités par ses 6 usines d’épuration.

## Histoire

### Le contexte de création du SIAAP
La gestion de l’assainissement a pendant longtemps été du ressort du département de la Seine. Elle était sous le contrôle de l’autorité préfectorale.
Des changements majeurs sont intervenus avec la réforme administrative de 1964 soutenue par Paul Delouvrier, délégué général du district de la région de Paris en 1961 (le district est créé à l'été 1961 pour finalement être effectif réellement le 1er janvier 1968) puis premier préfet de la région parisienne de 1966 à 1969. Cette réforme découpe les départements de la Seine et de Seine-et-Oise en sept nouveaux départements. Le SIAAP naît aussi de l’adoption du schéma directeur d'aménagement et d'urbanisme de la région de Paris (SDAURP) en 1965 qui prévoit notamment la création de villes nouvelles, permettant de nouveaux pôles urbains, préfectures et universités dans la région francilienne.
Les travaux d'assainissement sont sous la direction des travaux prospectifs et programmatiques du district de la région de Paris dans les années 1960. L'aménagement des départements de la Seine (comprenant 81 communes), de la Seine-et-Oise (et ses 695 communes) et de la Seine-et-Marne (et 529 communes pour donc un total 1305 communes dans ces trois départements) est supervisé par ce district. Le district souhaite pallier les "retards considérables que plus de trente années d'investissements insuffisants ont accumulés dans toutes les variétés d'équipements collectifs". Il accuse les hauts fonctionnaires du département de la Seine, de la DGST et de l'Etat de s'être désintéressé totalement à ces questions d'assainissement pourtant si essentielles pour une qualité de vie salubre. Une synthèse des retards est même rédigée et permet la publication en 1963 de l'Avant projet de programme duodécennal pour la région de Paris, aussi surnommé le Livre blanc.
Le Livre blanc décrit la situation critique de l'assainissement et la nécessité d'y remédier dès que possible. On peut citer par exemple cette remarque :    "(...) sur 1 800 000 de mètres cubes d'effluents par jour en moyenne, 400 000 mètres cubes, soit moins du quart, sont correctement traités dans les stations d'épuration (...); 300 000 mètres cubes sont dirigés sur les champs d'épandage (...); le reste, soit plus d'un million de mètres cubes, est déversé directement dans la Seine, en aval de Paris.".
Entre 1962 et 1968, le budget pour l'assainissement est désormais de 256 millions de francs, budget certes important mais, en comparaison, les budgets accordés à la construction du réseau express régional et des infrastructures routières est bien plus grand. Parallèlement, le Comité national de l'eau est créé par décret le 3 septembre 1965 et dépend du cabinet du Premier ministre (au moment de sa création Georges Pompidou).
Ces changements ont abouti à l'institution, en 1970-1971, du SIAAP, établissement public à caractère administratif français créé par les nouveaux départements de Paris, des Hauts-de-Seine, de la Seine-Saint-Denis et du Val-de-Marne. Le Journal officiel du 15 septembre 1970 entérine ainsi la décision du 31 août de créer un véritable service public destiné à l'assainissement en inscrivant sa création à cette date.
Il faut pourtant attendre le 16 février 1971 pour qu'une convention entre Paris et le SIAAP soit signée. En janvier-février 1972 une convention est créée entre le SIAAP et les départements des Hauts-de-Seine, de Seine-Saint-Denis et du Val-de-Marne. C'est une véritable alliance territoriale entre au départ quatre départements, souhaitant sortir des rapports de force Paris/banlieue. La population parisienne est pourtant déjà inférieure à celle en banlieue (en 1968, on estime 2,5 millions de Parisiens contre 3 millions de personnes vivant en banlieue).
Le siège demeure néanmoins pour un temps au sein même de l'Hôtel de Ville de Paris. Le conseil d'administration est lui-même formé de douze conseillers de Paris et quinze conseillers de la petite couronne de Paris.
Son domaine d'action s'est étendu par la suite à une partie des départements des Yvelines (entre le 10 avril et 15 mai 1975), du Val-d'Oise (le 16 février 1973) et de l'Essonne (convention signée le 18 juillet 1975).
Désormais, la gestion de l’assainissement en Île-de-France est assurée par une structure locale, comme dans le reste de la France.

### Le développement du SIAAP
Le SIAAP est né ainsi du rassemblement des services d’assainissement des départements de Paris (75), des Hauts-de-Seine (92), de la Seine-Saint-Denis (93) et du Val-de-Marne (94) en 1970 et 1971.
Outre ces quatre départements fondateurs, le Syndicat s’est ensuite renforcé par la prise en charge, via des conventions signées avec des Syndicats intercommunaux, du transport et du traitement des eaux usées de 180 communes appartenant aux départements limitrophes du Val-d'Oise, de l’Essonne, des Yvelines et de la Seine-et-Marne.
Une des nombreuses difficultés des années 1970 a été la prise en charge et la gestion des eaux pluviales et de l'augmentation de la pollution dans le bassin parisien. Philippe Tollu, président du SIAAP de 1971 à 1972 puis de 1975 à 1977, exprime lors d'une loi du 10 juillet 1976 tous les enjeux du SIAAP : "(...) Nous exprimerons enfin le souhait que cette œuvre puisse rendre à nos cours d'eau une pureté nouvelle. Nous espérons que, par elle, le fleuve, les rivières, qui avec ses collines, ont conféré sa grâce et sa noblesse au site parisien, échapperont à une dégradation les menant à cette triste condition d'égout à ciel ouvert, qui devient le sort de trop de cours d'eau, dans une civilisation qui se remet en cause elle-même. Nous espérons que les berges de Seine et de la Marne pourront redevenir un jour ces lieux de promenade et de rêverie, dont les tableaux de nos impressionnistes nous ont laissé une nostalgie qui doit devenir pour nous la source d'une espérance.".
En 1980, le Centre expérimental de Colombes se modernise et devient véritablement le Centre de Recherche Interdépartemental pour le Traitement des Eaux Résiduaires (CRITER), Centre où dans des laboratoires, scientifiques et chercheurs travaillent dans une quête des meilleurs procédés d'assainissement possibles.
Dans les années 1980, le plan "Seine Propre" est organisé à partir du 17 avril 1984, sinon du 25 juin 1985, date de l'émission d'un "contrat particulier relatif à l'eau'". Ce "contrat" est fait et signé entre non seulement le SIAAP, l'Etat, le Conseil régional d'Ile-de-France mais aussi l'Agence financière de bassin Seine-Normandie. L'objectif est de développer les interventions des politiques publiques à l'échelle de la collectivité territoriale, en l'occurrence la région Ile-de-France. Le programme "Seine Propre" vise donc à améliorer l'accès à l'eau sinon les conditions de vie des Franciliens et permet la mise en place et la construction de nombreux équipements collectifs. Par exemple, est débutée au même moment la construction du collecteur Sèvres-Achères, branche de Nanterre. Plus largement, le SIAAP a le réel objectif d'améliorer la qualité des eaux de la Seine et de la Marne d'ici 1994.
C'est également à partir de la fin des années 1980 et jusqu'aux années 2010 que l'ensemble des usines a fait l'objet de travaux de rénovation visant à les moderniser et à les intégrer dans un environnement toujours plus urbanisé afin de tenir compte des riverains.
En 1987, sous les yeux de Jacques Chirac, maire de Paris, et Daniel Méraud, président de 1984 à 2001, sont organisés des lâchers de poisson dans la Seine. L'année suivante, en 1988, une campagne de communication est organisée sous le nom "Nous faisons revivre la Seine" avec la distribution de nombreux autocollants. L'objectif est clair : offrir une Seine où les poissons peuvent nager et les franciliens s'y baigner.
En septembre 1990, est envisagé la construction d'une cinquième tranche d'Achères baptisé simplement Achères V. Néanmoins, de nombreux riverains s'y opposent, notamment de par la taille déjà importante du site de Seine Aval. La protection de l'environnement est devenue une problématique de plus en plus souvent abordée dans les médias. Une sensibilité s'est formée auprès notamment des franciliens. Michel Rocard, maire de Conflans-Sainte-Honorine et membre du gouvernement, se joint également à cette opposition. Le projet est finalement abandonné.
En 1991, un nouveau schéma directeur de l'assainissement est adopté à la suite d'une étude de l’agence de l’eau Seine-Normandie concernant la zone de collecte du SIAAP: c'est le scénario C. Ce scénario C tend à pallier les insuffisances comme la question des rejets dans le milieu par temps de pluie ou encore la question de la qualité de la Seine. Celui-ci a été actualisé en 2003 puis en 2012.
En 2006, est fondée l'association l'Observatoire des usagers de l'assainissement en Ile-de-France (Obusass-IDF) dont le premier président n'est qu'autre que le maire d'Achères d'alors, Alain Outreman. L'association milite notamment pour un droit d'accès à l'eau et pour que ce droit soit reconnu comme fondamental et inscrit dans la loi française. Ils souhaitent aussi la création d'une "allocation eau", allocation prise en charge par les caisses d'allocation familiales.
Le SIAAP est administré par 33 conseillers départementaux désignés par les 4 départements l'ayant créé. Ces élus composent le conseil d'administration, l'instance qui délibère sur les décisions engageant l'avenir du SIAAP et qui fixe ses orientations, dont la mise en œuvre est pilotée par la direction générale.
Son réseau s'étend désormais sur huit départements et au moins 300 communes du bassin parisien dont 180 communes de la grande couronne (comprenant donc le Val d'Oise, la Seine-et-Marne, l'Essonne et les Yvelines). Les communes en elles-mêmes sont aussi réparties en quinze syndicats intercommunaux à vocation unique d'assainissement (Sivu).

### Les usines du SIAAP
Le SIAAP dispose de six usines d'épuration en région parisienne :
| Nom de l'usine   | Localité        | Capacité (m3/jour) | Commentaires |
| ---------------- | --------------- | ------------------ | --- |
| Seine Aval       | Achères         | 1 800 000          | L'histoire d'Achères remonte bien avant la création du SIAAP en tant que tel au début des années 1970. Avant la construction de l'usine, la Ville de Paris a acquis en 1902 des domaines (domaine des Fonceux, d'Achères et du Picquenard) pour pouvoir créer le parc agricole d'Achères destiné à la culture de l'épandage (la mise sur le marché des cultures cultivées par épandage sera interdite par un arrêté préfectoral le 30 avril 2001). La première tranche d'Achères (Achères I) a été mise en service le 5 octobre 1940, la seconde (Achères II) est construite de 1962 à 1965 pour une mise en route le 22 janvier 1966, la troisième (Achères III) de 1969 à 1971 puis la quatrième (Achères IV) de 1975 à 1977 avec mise en service cette fois-ci l'année suivante, en 1978. Le projet d'un Achères V a été abandonné en septembre 1990. Elle est désormais la plus importante usine d'épuration d'Europe, 2e au niveau mondial après celle de Chicago. |
| Seine Centre     | Colombes        | 240 000            | Reconstruite de 1993 à 1998, l'usine Seine Centre était au départ une station expérimentale permettant la recherche, notamment pour remplacer l'épandage tout en permettant de nouvelles façons de traiter les eaux usées. De 1920 à 1993, des laboratoires et pilotes industriels ont donc été installés et servis pour des recherches sur les eaux usées. Ces recherches doivent s'arrêter en 1993, année de la destruction des anciens locaux et des bassins en extérieur au profit de la création de Seine Centre, une usine fermée et non plus à ciel ouvert comme l'a pu être notamment celle d'Achères. Le site de Colombes comprend également une halle historique (anciennement appelé usine B) datant de 1901, copie symétrique d'une autre halle (usine A) qui a dû être détruite à la suite d'un bombardement lors de la Seconde Guerre mondiale. La halle historique est le lieu où se trouve actuellement la Cité de l'Eau et de l'Assainissement (ouverte en 2007), lieu où se trouve bureaux, salles de formations pour les agents, Infothèque (bibliothèque permettant l'accès à de nombreux ouvrages sur l'assainissement et des ressources pour la formation même des agents) et ateliers pour la visite de scolaires leur permettant une initiation aux techniques de l'assainissement et à la question des traitements des déchets. |
| Seine Amont      | Valenton        | 600 000            | Créée en 1987, elle souhaitait épurer au départ 150 000m3/jour ; l'extension construite en 1992 (Valenton 1B) et en 1999 (Valenton II) permettait l'épuration de 600 000 m3/jour en 2006 par temps sec voire jusqu’à 1 500 000 m3/jour par temps de pluie. Elle a été conçue dans l'objectif de décharger un peu Achères et permettre d'avoir un rayon d'action dans le Val-de-Marne, la vallée de la Bièvre, une partie des Hauts-de-Seine et de la Seine-Saint-Denis mais aussi certaines communes des vallées de l’Orge, de l’Yvette et de l’Yerres. |
| Marne Aval       | Noisy-le-Grand  | 75 000             | Construite en 1976 pour finalement être reconstruite et remise en service en 2009, l'usine de Marne Aval traite les eaux de seize communes de la Seine-Saint-Denis et de la Seine-et-Marne avec une capacité de 75 000m3 par jour. À l’origine, il s’agissait d’une usine à boues activées moyenne charge qui, comme à Achères, ne traitait que la pollution carbonée. Elle a été complétée en 1993 par une unité de nitrification par cultures fixées. Le traitement des boues se faisait par incinération dans un four à soles tournantes. Les installations devenant obsolètes et devant l’obligation des nouvelles réglementations, le SIAAP a fait le choix d’une reconstruction complète. |
| Seine Grésillons | Triel-sur-Seine | 300 000            | Seine Grésillons est créée en 2007 et mise en service l'année suivante, en 2008. Elle permet de réduire la concentration et le volume des eaux à assainir et traiter à Seine Aval. Son rayon d'action s'opère essentiellement aux communes du Val d'Oise et des Yvelines. Depuis l'extension de l'usine en 2013, c'est au moins 300 000 m3 d'eaux usées qui sont traitées par jour. Sa création a également permis la mise à l'arrêt de l'usine de Carrières-sous-Poissy (elle-même née d'un schéma de l'assainissement en 1968) devenue au cours du temps obsolète. Seine Grésillions possède aussi une unité destinée uniquement au traitement du carbone, du phosphore et de l'azote. |
| Seine Morée      | Le Blanc-Mesnil | 50 000             | L'usine Seine Morée, créée en 2014 sur 2,5 hectares, est la plus récente des usines du SIAAP. Elle permet le traitement des eaux usées des communes d'Aulnay-sous-Bois, de Sevran, Tremblay, Vaujours, Villepinte, une partie du Blanc-Mesnil et une partie de l'aéroport Roissy-Charles-de-Gaulle. |
| (Source : SIAAP) |                 |                    | |

En plus de ces six usines, il faut noter d'autres sites dépendant du SIAAP : l'usine de Clichy (usine de prétraitement et de relevage), Charenton-le-Pont (usine de relevage) ou encore à Epinay-sur-Seine l'usine de La Briche (usine de prétraitement et traitement de ces sables).
En 2025, le site Seine Morée reçoit l'adjonction d'un troisième bassin qui accroît de 50% sa capacité de traitement, de façon à réduire le transit des eaux usées et à soulager l'usine Seine aval.

### Incidents et accident industriel
Un incendie, puis un accident chimique se succèdent en mars 2018 sur le site de Seine Aval, à Achères, classé Seveso « seuil haut »,,.
Le 3 juillet 2019, l'unité de clarifloculation est détruite dans un grave incendie. L’association Robin des Bois révèle que :
- cet incendie est le 11e accident sur le site depuis le 10 avril 2017 ;
- l’usine avait fait l’objet de quatre mises en demeure du préfet des Yvelines en 2018 pour non-conformité à la réglementation, notamment pour le manque de contrôle des tuyauteries et soudures du site ;
- une astreinte pécuniaire avait été prononcée par le préfet des Yvelines fin janvier 2019.

## Activités
En 2010, la Chambre régionale des comptes d'Ile-de-France notait dans son Rapport d'opérations concernant le SIAAP l'objectif suivant :
"Si l'assainissement est une compétence conférée depuis toujours aux communes, elle est éclatée, dans l'agglomération parisienne, entre plusieurs niveaux de collectivités : collecte et transports des eaux usées vers les collecteurs départementaux par les communes, acheminement vers les collecteurs du SIAAP par les départements et épuration des eaux usées par le syndicat.".

### Le transport des eaux usées
À la sortie des égouts communaux et départementaux, le SIAAP prend le relais et transporte les eaux usées jusqu’à ses usines par son propre réseau de canalisations – appelées "émissaires – constituant un réseau souterrain d’autoroutes de l’eau de 440 km.
Avec l’urbanisation, les sols sont devenus imperméables à l'eau de pluie. Les eaux s’engouffrent dans le réseau unitaire en agglomération. Le réseau collecte indistinctement les eaux de pluie et les eaux usées. Les volumes d’eau augmentent de façon considérable, avec le risque de saturation du réseau et de débordements chargés de pollutions multiples.
Pour limiter ce risque, le SIAAP s’est doté de 8 bassins de stockage et de 4 tunnels réservoirs, d’une capacité totale de près de 900 000 m3. Ces équipements recueillent les eaux durant les intempéries avant de les acheminer jusqu’aux usines pour les dépolluer après le retour de la météo à la normale.
Ce réseau est piloté 24h/24 par les agents du SIAAP via le modèle informatique MAGES qui synthétise en temps réel les informations sur les flux. En y agrégeant les prévisions de Météo-France, les agents anticipent via MAGES l’évolution de la situation afin de proposer des scénarios d’optimisation de la gestion du réseau en cas de crise.

### La dépollution de l'eau
Les missions de dépollution du SIAAP s’appliquent aux eaux usées domestiques, aux eaux polluées par les industries et aux eaux pluviales.
Les eaux usées domestiques (cuisine, salle de bains et toilettes) constituent 85 % des volumes traités par le SIAAP. Ces eaux contiennent 3 éléments qui font baisser la teneur du fleuve en oxygène et déséquilibrent la biodiversité :
- le carbone (graisses, petits débris organiques et matières fécales) ;
- le phosphore (produits détergents tels que lessive, vaisselle et entretien de l’habitat) ;
- l’azote provenant principalement des urines.

Les eaux polluées par les industries représentent 5 % des volumes traités par le SIAAP, mais sont parmi les plus compliquées à dépolluer. Ces eaux industrielles contiennent selon les secteurs :
- des produits toxiques (solvants, produits chimiques divers, métaux lourds et hydrocarbures) ;
- des eaux chaudes (circuits de refroidissement de centrales thermiques).

Les conditions d’acceptabilité des eaux industrielles dans le réseau et les usines d’épuration sont définies par arrêtés issus de la concertation entre les communes, les départements et le SIAAP. Les établissements industriels à l’origine des rejets les plus importants sont incités à assurer le prétraitement de leurs eaux usées. Enfin, le traitement des eaux industrielles fait l’objet d’une redevance spécifique tenant compte de leur volume et de leur degré de pollution.
En ruisselant sur les toits et les chaussées, les eaux pluviales se chargent quant à elles en zinc, huiles de vidange, carburants, métaux lourds et déjections animales nécessitant de ce fait un traitement spécifique.

### La valorisation des eaux usées
La dépollution des eaux usées génère des résidus appelés boues d'épuration, à hauteur de 400 g de boues par m3 d'eau traitée. Ces résidus sont constitués principalement d’éléments minéraux et organiques (phosphore, azote et carbone).
Dans une logique de développement durable, le SIAAP les transforme dans une dynamique d’économie circulaire et exploite leur valeur :
- agronomique, sous forme d’engrais, énergétique, sous forme de combustible, et matière, sous forme de remblai de construction.

Le SIAAP développe des filières de traitement adaptées au contexte de chaque usine :
- À Seine Aval et Seine Amont[18], la technique de digestion produit une source d’énergie verte appelée biogaz fournissant 60 % des besoins énergétiques de l’usine. Après l’étape de déshydratation, 60 % des boues sont valorisées en amendement agricole. Depuis 2004, la filière d’épandage des matières fertilisantes recyclées de Seine Aval est certifiée Qualicert ;
- À Seine Grésillons et à Seine Amont, après « séchage thermique », les boues sont transformées en granulés riches en oligo-éléments pour l’agriculture et en combustible pour une valorisation énergétique ;
- À Seine Centre, l’incinération des boues, avec récupération d’énergie, contribue au fonctionnement de l’usine.

## Stratégie et innovation
Le SIAAP est un acteur engagé dans la lutte contre le réchauffement climatique. Les métiers de l’assainissement ont en effet intégré des normes et des enjeux environnementaux majeurs, en particulier dans des zones très fortement urbanisées, à l’image de l’agglomération parisienne.
Sur son site de Seine amont, à Valenton, le projet BioGNVal permet ainsi de transformer une partie des eaux usées d’Île-de-France en biométhane. À terme, la production de BioGNL permettra en effet aux véhicules urbains de circuler à l’aide d’un carburant non polluant.
À Colombes, un puits de carbone a été installé afin de répondre à deux objectifs : la purification de l’air et la production d’une énergie verte en valorisant les rejets de CO2.

## Budget
Le budget du SIAAP s'élève à 1,3 milliard d'euros.
Le budget de la coopération provient de prélèvements sur les factures d'eau des Franciliens, et s'élève à 500 millions d'euros.
280 000 euros sont dépensés annuellement par le SIAAP en frais de réception,.

## Chiffres clés
- 4 départements fondateurs et 180 communes localisés sur des départements frontaliers
- 33 conseillers départementaux
- 1 800 agents
- 2,5 millions de m3 d’eau traitées chaque jour
- 1 800 km2 de territoire de collecte
- 9 millions d’usagers franciliens
- 6 usines
- 440 km de canalisations

## Élus
À l'origine, le SIAAP instaure une concorde avec une alternance pour la présidence et la vice-présidence du service : ainsi, tous les deux ans, il faut pour les deux fonctions un représentant de Paris et un de la banlieue et inversement. Au Conseil d'Administration, la présence de tous les bords politiques doivent être présents. Le premier règlement intérieur du SIAAP est approuvé lors d'un de ces conseils le 23 décembre 1970.
Le SIAAP est une structure interdépartementale administrée à ce titre par 33 représentants élus en leur sein par les différents conseils départementaux des départements qui la composent : Paris, Hauts-de-Seine, Seine-Saint-Denis et Val-de-Marne.
Ensemble, ils constituent le conseil d'administration du SIAAP, qui délibère sur les décisions engageant l'avenir du Syndicat et vote son budget.
Celui-ci élit son bureau et son président, actuellement François-Marie Didier (élu en septembre 2021).
Philippe Tollu, conseiller du centre du 8e arrondissement de Paris; a été le premier président du SIAAP de 1971 à 1972 puis de 1975 à 1977.
Alfred-Marcel Vincent, maire socialiste de Livry-Gargan en Seine-Saint-Denis, a été président de 1973 à 1975.
Sous l'autorité du président du SIAAP, la direction générale du SIAAP met en œuvre les orientations stratégiques arrêtées par le conseil d’administration. Au cœur du métier, l’exploitation des usines et du réseau est l’affaire des directions opérationnelles. Le contrôle, la coordination et le soutien des sites opérationnels relèvent des directions fonctionnelles.

### Liste des présidents
| Période                                  | Période        | Identité              | Étiquette | Qualité |
| ---------------------------------------- | -------------- | --------------------- | --------- | --- |
| Les données manquantes sont à compléter. |                |                       |           | |
| 1984                                     | mai 2001       | Daniel Méraud         | RPR       | Énarque Maire-adjoint de Paris (1984 →1989) |
| mai 2001                                 | novembre 2015  | Maurice Ouzoulias     | PCF       | Vice-président du conseil général du Val-de-Marne Adjoint au Maire de Champigny-sur-Marne                                                                                    |
| novembre 2015,                           | septembre 2021 | Belaïde Bedreddine    | PCF       | Vice-président du conseil départemental de la Seine-Saint-Denis (depuis 2015) Vice-président de l'EPT Est Ensemble (depuis 2016) Adjoint au Maire de Montreuil (depuis 2014) |
| septembre 2021                           | En cours       | François-Marie Didier | LR        | Conseiller de Paris (depuis 2020) |

## International

### Coopérations décentralisées
Initiée il y a de nombreuses années, la politique de coopération décentralisée du SIAAP a été confortée par la loi Oudin-Santini de 2005, qui autorise les collectivités locales à consacrer 1 % de leurs ressources à des actions de solidarité à l’international.
Le SIAAP intervient en Amérique, en Afrique, en Asie, au Moyen-Orient et en Europe, dans plus de 16 pays et sur plus de 24 projets : contribution logistique et matérielle, expertise technique, formation des personnels locaux, sensibilisation aux conditions d’hygiène.
Selon Le Monde diplomatique, les projets d'aide au développement sont « confiés à des « associations » dédiées, qui serviront de cheval de Troie à la conquête des marchés étrangers par les grandes multinationales françaises du secteur ».

### Engagements du SIAAP à l'échelle internationale
Le SIAAP intervient lors d’événements importants en France et dans le monde, par exemple lors du Forum Mondial de l’Eau. Le SIAAP sera ainsi responsable du volet « URBAN » lors de l’édition 2018 à Brasilia.
Le SIAAP est également membre d’organismes internationaux comme le Conseil Mondial de l’Eau, le Global Water Operators Partnership Alliance (GWOPA), le Programme des Nations Unies pour l’Environnement (PNUE), le Partenariat Français pour l’Eau (PFE) ou encore l’Académie de l’eau. Il est aussi partenaire de l’Agence Française de Développement (AFD), de l’Association Internationale des Maires Francophones (AMIF).

## Affaires judiciaires

### Dossiers jugés
L'ancien président du SIAAP de 1984 à 2001, l'élu RPR au conseil de Paris Daniel Méraud a été condamné en 2004 dans l’affaire du financement du RPR. Pendant l’enquête, il avait admis avoir embauché avec le Siaap une collaboratrice d’Alain Juppé pour « rendre service » à ce dernier.
Le SIAAP est épinglé en 2010 pour un appel d'offres truqué, et condamné en 2011 pour homicide involontaire.
En 2010, un cadre du SIAAP est condamné « pour avoir fourni des informations privilégiées » à une entreprise en lice pour un marché.

### Station d'épuration d'Achères
Le SIAAP est visé depuis 2013 par une enquête ouverte par le parquet national financier pour corruption, prise illégale d'intérêts, trafic d'influence, détournement de fonds publics et abus de biens sociaux, au sujet de marché de la station d'épuration d'Achères, confié aux entreprises Veolia et Engie.

### Station de Valenton
Le préfet d'Île-de-France Michel Cadot assigne, en octobre 2017, le SIAAP devant le tribunal administratif le marché de la station de Valenton (d'un montant de près de 400 millions d’euros), attribué à Veolia. Le Préfet estime que le marché aurait été « arrangé » au profit de l'entreprise, Suez faisant valoir que son offre était 10 % moins chère que celle de son concurrent. Annulant une décision du tribunal administratif de Paris, la cour administrative d’appel de Paris décide le 13 mars de suspendre le marché au motif qu'il contenait une « clause Molière ». Le SIAAP annonce un pourvoi en conseil d’État,. En mars 2018, le SIAAP décide de reprendre en gestion publique à compter du 1er avril cette usine.

### Liens avec le PCF
Deux associations animées par Jean-Luc Touly portent plainte en 2018 pour favoritisme et mettent en cause l'alliance nouée entre les communistes (le PCF conservant alors la présidence du SIAAP attribuée à Belaïde Bedreddine) et la droite francilienne (l'UDI André Santini présidant le SEDIF) autour de Veolia, mécène de la Fête de l'Humanité.

### Usine de Clichy
En janvier 2018, le directeur de Passavant, un groupe italien, dépose une plainte contre X pour « entente illicite, corruption et trafic d'influence ». Cela concerne la modernisation l'usine de Clichy. Il affirme que des concurrents français ont essayé de l'écarter d'un marché puis de l'empêcher de déposer un recours, en lui proposant environ trente millions d'euros. Le Parquet national financier ouvre une enquête le 13 mars 2018,. Le 6 novembre 2018, le tribunal administratif de Cergy-Pontoise annule l’appel d’offre attribué au groupement Stereau-OTV, évoquant une situation de conflit d’intérêt et une méconnaissance du principe d’impartialité. Le Siaap a depuis fait appel, tout en reprenant les travaux attribués cette fois-ci lot par lot.

### Solidarité internationale
Des bureaux du SIAAP sont perquisitionnés le 16 juillet 2025 dans le cadre d'une enquête ouverte par le Parquet national financier pour des soupçons de détournement de fonds publics et corruption liées à des opérations de « solidarité internationale » lancées et financées depuis une dizaine d'années, mais qui n'ont pas été menées à bien. Au sein du syndicat, l'enquête s'intéresse notamment Joakim Giacomoni-Vincent, administrateur des affaires publiques et internationales du Siaap et par ailleurs chef de file du parti Les Républicains (LR) à Colombes.

## Controverses

### Épandages dans les plaines maraîchères
Des écologistes dénoncent les épandages d'eaux usées des égouts parisiens qui ont été déversés pendant un siècle, jusqu'en l'an 2000, dans les plaines maraîchères d’Achères, de Carrières-sous-Poissy, de Triel-sur-Seine (Yvelines), de Méry-sur-Oise et Pierrelaye (Val-d’Oise), polluant de manière durable les sols en métaux lourds. Le conseiller régional, Eddie Aït (ancien maire de Carrières-sous-Poissy) porte plainte en mars 2019 pour mise en danger de la vie d'autrui en pointant la responsabilité du SIAAP.

### Utilisation des fonds de coopération
Le Canard enchaîné soupçonne, en 2018, un détournement important des fonds destinés à la coopération au profit de voyages répétés de plusieurs administrateurs et salariés du SIAAP. Le coût des séjours à l'étranger n'est pas rendu public,.

### Opacité des comptes
Plusieurs comptes de l'établissement, notamment ceux de sa publication annuelle « agenda » ne sont pas rendus publics, alors que, selon Le Canard enchaîné, cette publication fonctionnerait comme une « pompe à fric » auprès d'annonceurs comme Veolia et Engie,.
Le SIAAP est décrit par l'émission Cash Investigation diffusée par France 2 le 13 mars 2018 comme un « syndicat public extrêmement opaque », et réagit à l'enquête du magazine en déposant plainte pour « violation de domicile ».